# 行政村 (中華人民共和國)
行政村是中华人民共和国地方行政体系中，最小的基层自治单位，其管理机构为“村民委员会”。其首长是村民委员会主任，简称“村主任”，俗称“村长”。1998年中国正式颁布的《村民委员会组织法》，重申村民委员会为“基层群众性自治组织”。为避免与地理概念的村庄、村落和自然村落的混淆，具有地方政治含义的村民委员会的辖区范围，常以“行政村”之名作为特指。

## 行政编组形式
村划分的行政编组为村民小组。一个行政村（村民委员会）可以下辖多个村民小组。村的人口规模主要依据当地的人口密度、自然地理、经济水平而定。
- 在城镇即城市、镇的非农业区、非农业产业为主的地区，存在另外一种形式的行政编组“社区”（行政机构为“居民委员会”）。村和社区的行政地位相同。但是行政村为村民的集体经济组织，村民平等拥有其经济红利（人合而不是资合的组织性质），而居民委员会管辖下的居民，除非这一居民委员会是由村民委员会过渡而来，否则往往没有这样共同的经济利益。所以，即使是“城中村”，由于其村民集体且平等拥有土地等经济利益，与同城的居委会（其土地为国有）也完全不同。
- 在草原、高原的牧业区，存在另外两种形式的行政编组：“嘎查”（汉语拼音字母：Gaqaa，东部标准音：[ɡ̊ɑt͡ʃʰɑ]）多见于内蒙古，而“牧民委员会”（简称牧委会）则多见于青海。此二者和村的行政地位相同。

| 中国大陆历年村数（个） | 中国大陆历年村数（个） |
| ---------------------- | ---------------------- |
| 1990年                 | 1,001,272              |
| 1991年                 | 1,018,593              |
| 1992年                 | 100.4万                |
| 1993年                 | 101.3万                |
| 1995年                 | 93.2万                 |
| 1996年                 | 92.8万                 |
| 2000年                 | 73.2万                 |
| 2003年                 | 66.3万                 |
| 2004年                 | 625,147                |

### 规模
作为解决三农问题的实际措施之一，自2000年前后开始大面积推行“合并行政村” 的改革并推出系列农村改革措施，2003年3月农村税费改革在全国推行，2004年3月5日温家宝总理承诺五年内取消农业税，2006年全面取消农业税。村的合并工作先后在各个省、自治区推行，各省区、各县（市）分步骤进行。截至2004年，行政村的数量由1991年的1018593个减至2004年的625147个，其中部分由于城市化和工业化，转为社区（居民委员会）。行政村的人口规模依照各地的人口密度不同而有差异，在中部、东南沿海地区，合并之前约为1000人左右，西部地区只有数百人；合并之后，人口规模中部、沿海地区超过二千人。